# Crossing Over (filme)
Crossing Over (no Brasil, Território Restrito; em Portugal, Para Lá da Fronteira) é um filme americano de 2009, um drama dirigido por Wayne Kramer sobre imigrantes em situação ilegal de diferentes nacionalidades que lutam para conseguir o status de legalidade em Los Angeles, nos Estados Unidos. O filme aborda os temas de vigilância de fronteiras, fraudes de documentos, o direito a asilo, o processo de obtenção do green card, o emprego de imigrantes em situação ilegal, naturalização, o combate ao terrorismo e o conflito entre culturas. O filme também foi escrito por Kramer, que é um imigrante da África do Sul, e é um remake de um curta-metragem seu. O próprio Kramer produziu o filme, juntamente com Frank Marshall.
O filme foi filmado na própria cidade de Los Angeles, em 2007.

## Elenco
- Harrison Ford no papel do agente especial da ICE Max Brogan
- Ray Liotta como Cole Frankel
- Ashley Judd como Denise Frankel
- Jim Sturgess como Gavin Kossef
- Cliff Curtis como o agente especial da ICE Hamid Baraheri
- Alice Braga como Mireya Sánchez
- Alice Eve como Claire Shephard
- Summer Bishil como Taslima Jahangir
- Jacqueline Obradors como a agente especial do FBI Marina Phadkar
- Justin Chon como Yong Kim
- Sarah Shahi como Pooneh Baraheri
- Melody Khazae como Zahra Baraheri
- Merik Tadros como Farid Baraheri
- Marshall Manesh como Sanjar Baraheri
- Nina Nayebi como Minoo Baraheri
- Naila Azad como Rokeya Jahangir
- Shelley Malil como Munshi Jahangir
- Jamen Nanthakumar como Abul Jahangir
- Jaysha Patel como Jahanara Jahangir
- Leonardo Nam como Kwan
- Tim Chiou como Steve
- West Liang como Mark
- Mahershala Ali como Detetive Strickland